# Archibald Dawson

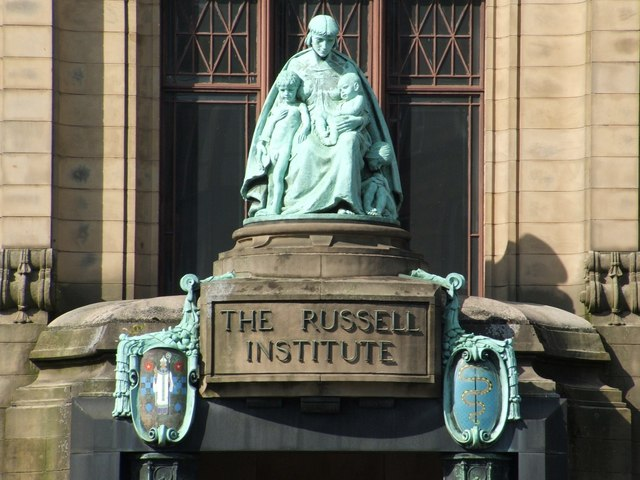
Bronzeskulptur von Archibald Dawson über dem Eingang zum Russell Institute, einem Art-déco-Gebäude, das 1927 als Klinik für junge Mütter und Kinder eröffnet wurde und von James Steel Maitland (1887–1982) entworfen wurde.

Archibald C. Dawson (* 16. April 1892 in Hamilton, Schottland; † 15. April 1938 in Glasgow) war ein schottischer Bildhauer und Kunstpädagoge, bekannt für seine Bauplastiken und seine Professur an der Glasgow School of Art.

## Leben
Archibald Dawson wurde in Hamilton, South Lanarkshire geboren. Sein Vater Mathew Dawson war ebenfalls Bildhauer. Von 1911 bis 1913 studierte er an der Glasgow School of Art und erhielt den Haldane Trust Award. Im Ersten Weltkrieg diente er im Glasgow Bataillon der Highland Light Infantry. Nach dem Krieg kehrte er an die Glasgow School of Art zurück, wo er von 1920 bis 1938 Steinbildhauerei unterrichtete. 1929 wurde er Leiter der Abteilung für Modellieren, Bildhauerei und Keramik. Um 1926 lehrte er auch an der Santa Barbara School of the Arts in Kalifornien, USA. 1936 wurde er zum außerordentlichen Mitglied der Royal Scottish Academy gewählt. Dawson war mit Isabell Wharrie Nelson verheiratet, mit der er zwei Söhne hatte.

## Werk
Das Werk von Archibald Dawson zeichnet sich durch eine Kombination aus klassischer Bildhauerei und Elementen des Art déco aus. Zu seinen wichtigsten Werken zählen:
- Holz- und Steinskulpturen für die Memorial Chapel der Universität Glasgow (1923–1927)
- Skulpturen für das Russell Institute in Paisley, darunter eine bronzene Schutzengelfigur über dem Eingang[2]
- Reliefs und Wappen für das Scottish Legal Life Assurance Building in Glasgow (1927–1931)
- Figuren für das Mercat Building am Glasgow Cross (1928–1929)
- Skulpturen für verschiedene Kirchen, darunter St. Patrick’s RC Church in Greenock (1934) und St. Anne’s RC Church in Glasgow (1931).

Sein letztes Werk war eine monumentale Statue des heiligen Andreas für den schottischen Pavillon auf der Empire Exhibition 1938 in Bellahouston. Dawson starb einen Tag vor der Aufstellung der Statue.